# Lestko
Lestko (também Lestek, Leszek) foi o segundo Duque lendário da Polónia. Foi filho de Siemowit e nasceu entre 870 e 880. Ainda que as provas sobre a sua existência não são de todo claras, ao ter existido, tratou-se de uma pessoa influente. Habitou nas tribos denominadas "Lestkowici" no que é hoje a Polónia.